# Malu Vânăt, Argeș
Malu Vânăt este un sat în comuna Merișani din județul Argeș, Muntenia, România.